# Égermező
Égermező (ukránul: Вільшани, oroszul: Ольшаны) község Ukrajnában, Kárpátalján, a Huszti járásban.

## Fekvése
A Talabor folyó mellett, az Égermezei-víztározó víztározó közelében fekvő település.

## Története
Égermező nevét a 15. században említették először az írott források.
A ruszinok lakta település melletti Égermezei-víztározót vízerőmű építése céljából emelték. A tározó részeként épült gát hosszúsága 110 méter, magassága 47 méter, ez egyben Kárpátalja egyetlen vízerőmű tárolója, mely egyben csúcserőmű is, azaz a csúcsidőn kívül termelt energiával a vizet csöveken egy hegyi tárolóba vezetik fel, amelyből aztán csúcsidőben történik az áramtermelés a Nagyágon levő turbinákban.
Az Égermező előtt található kristálytiszta forrás nevezetessége, hogy vízéből a hagyomány szerint II. Rákóczi Ferenc is ivott ittjártakor; 1711. február 18-án. Ennek emlékét egy 1896-ban állított tábla őrzi.
1919 március-áprilisa körül került a falu szovjet kézbe.

## Itt születtek, itt éltek
- Szidej Tódor János (Felsőkalocsa, Máramaros vármegye, 1915. febr. 14. - Fancsika, 1989. nov. 9.) - bazilita szerzetes - 1956 és 1975 között nyugdíjazásáig itt élt Égermezőn.
- Kikina Artúr - tervezőmérnök. Kárpátalján fekvő Égermezőn született. Mérnöki diplomáját a Budapesti Műszaki Egyetemen szerezte. Iskolái befejezése után az MSc Kft.-nél dolgozik mint tervezőmérnök. Szakmai területe az acél- és vasbeton szerkezetű közúti és vasúti hidak, valamint különféle mélyépítési szerkezetek tervezése, ezenkívül számtalan hídszerkezet vizsgálatában és felújításának tervezésében vett részt. Fiatal kora ellenére széles körű ismeretre és nagy szakmai tapasztalatra tett szert. Ezenkívül több cikke is megjelent szaklapokban, és a Sínek Világa című szaklapban, így 2008-ban: Északi vasúti Duna-híd újjászületése, tervezése (Sínek Világa 2008 1-2. szám)
- Szvitlana Makarevszka ukrán költő - Égermezőn született 1947. április 14-én és ott végezte az általános iskolát.